# Fante

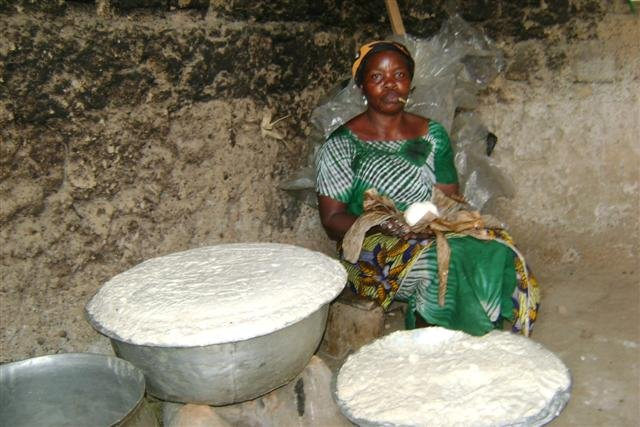
Fante-vrouw die kenkey (gefermenteerde mais) verkoopt

De Fante, Fanti of Mfantsefo zijn een etnische groep uit zuidelijk Ghana met ook een kleiner aantal in Ivoorkust. Momenteel is hun aantal ongeveer  500.000. Ze vormen een onderdeel van de overkoepelende etnische groep de Akan. Ze spreken het gelijknamige Fante, een dialect van het Akan.
In de 18e eeuw vormden zij de Fante Confederatie. Ze stonden als Fantijnen aan de kant van de Britten tijdens de Anglo-Ashanti Oorlog  (1873-1874).
Peter Kodwo Appiah kardinaal Turkson en wijlen president John Atta Mills zijn wellicht de meest bekende Fantes ter wereld.